# Lotta Geffenblad
Maria Charlotte (Lotta) Geffenblad, född 24 oktober 1962 i Lund, är en svensk illustratör, bilderboksförfattare och animatör. 
Geffenblad är utbildad på Beckmans 1982–1985. Hon har främst illustrerat och skrivit barnböcker. Hon har även regisserat och animerat ett antal animerade filmer och serier, ofta i samarbete med andra animatörer och bildkonstnärer.   
Hon föreläser regelbundet på animations- och illustrationsskolor.  

## Filmografi

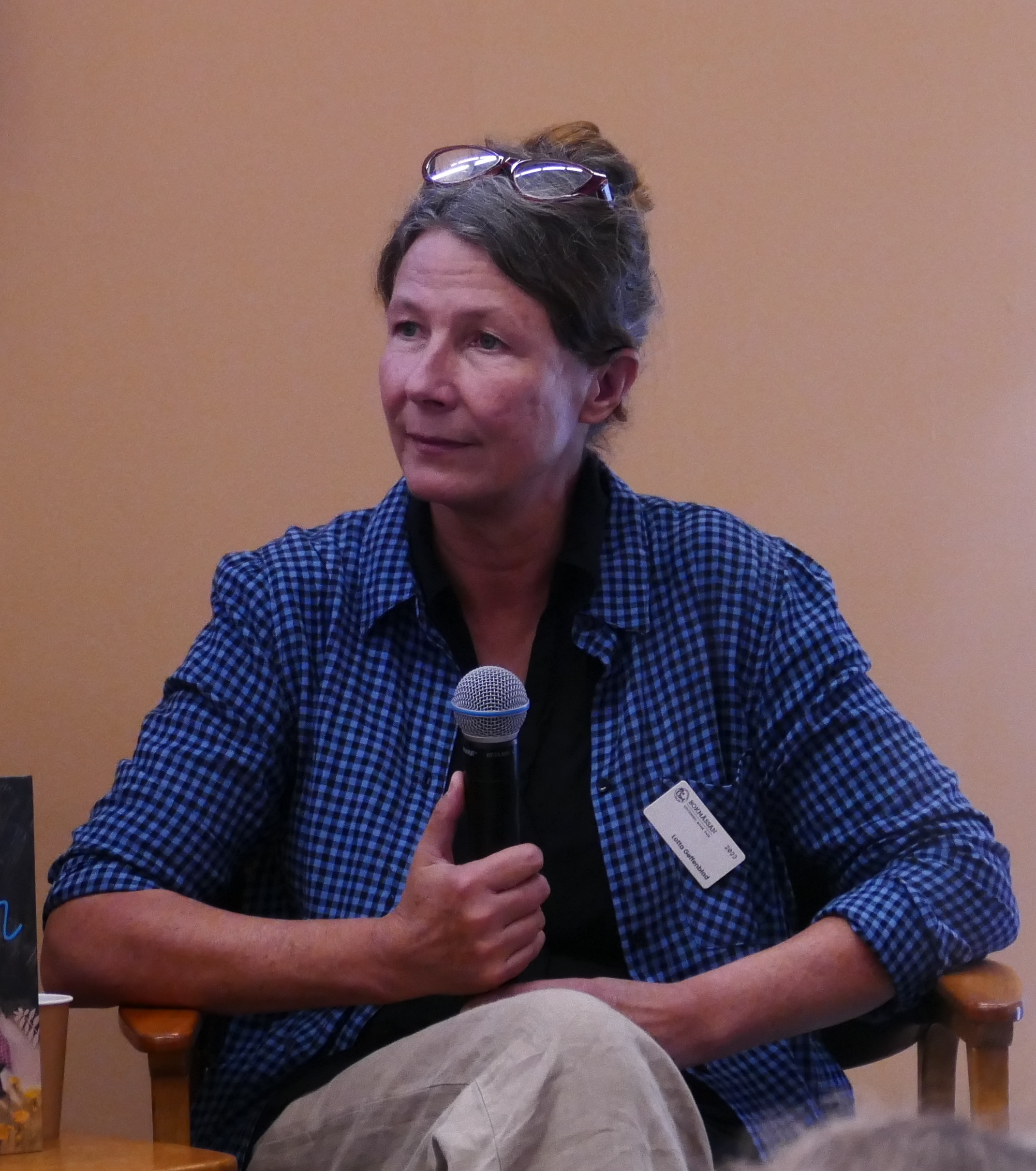
Lotta Geffenblad på Bokmässan i Göteborg 2023.

- Resan (1985) Samarbete med Gun I Jacobson. (Manus, regi, animation, bild)
- Konsten att överleva om man är en daggmask (1986) Samarbete med Gun I Jacobson (Manus, regi, animation, bild)
- Björnes magasin, vinjettfilm (1987) Samarbete med Gun I Jacobson. (Manus, regi, animation, bild)
- God morgon Gerda Gök (1988) Samarbete med Gun I Jacobson. (Manus, regi, animation, bild)
- Pannkakan (1990) Av Anna Höglund. Samarbete med Gun I Jacobson (Animation)
- Vinga på villovägar (1990) Samarbete med Gun I Jacobson. (Manus, regi, animation, bild)
- Dammsugaren (1992) Samarbete med Gun I Jacobson. (Manus, regi, animation, bild)
- Månansiktet (1992) Av Anna Höglund och Nils Claesson. Samarbete med Gun I Jacobson (Animation)
- Snabeln och elefanten (1995) Samarbete med Uzi Geffenblad. (Manus, regi, animation, bild)
- Aprikoser (1996) Samarbete med Uzi Geffenblad. (Manus, regi, animation, bild)
- Creepschool (2005) TV-serie av Happy Life. Karaktärsdesign.
- Bland tistlar (2005) Samarbete med Uzi Geffenblad. (Manus, regi, animation, bild)
- Astons stenar (2007) Samarbete med Uzi Geffenblad. (Manus, regi, bild)
- Prick och Fläck snöar in (2008) Samarbete med Uzi Geffenblad. (Manus, regi, bild)
- Prick och Fläck på pricken (2011) 6 st kortfilmer. Samarbete med Uzi Geffenblad. (Manus, regi, bild)
- Astons presenter (2012) Samarbete med Uzi Geffenblad. (Manus, regi, design)
- Prick och Fläck på fläcken (2013) 6 st kortfilmer. Samarbete med Uzi Geffenblad. (Manus, regi, bild)
- Syster Plus och doktor Minus (2016) UR (Manus, bild)
- Vit haj (2016) UR (Manus, bild

## Priser och utmärkelser
- 2004 - Första pris I BonnierCarlsens manustävling (Astons Stenar)
- 2009 - Elsa Beskow-plaketten[3]
- 2013 - BUFF och Sydsvenskans stora pris
- 2018 - Ottilia Adelborg-priset
- 2024 - Nominerad till Augustpriset [4]för En djungelsaga, tillsammans med Jenny Bergman

## Filmfestivaler - priser

### Aprikoser
- 1997 - Grand Prize in Oslo Animerte Dager (Norway)
- 1997 - Best Animation in Cairo Children´s Film Festival (Egypt)
- 1998 - Best short film in L´ Alternativa, Barcelona (Spain)
- 1999 - Best Children´s Film, Seoul (South Korea)

### Bland Tistlar
- 2005 - Best Feature Animation Film in Tindirindis (Lithuania)
- 2005 - Special Distinction in Animafest (Croatia)
- 2006 - The CICAE Award in Paris Ciné Junior (France)
- 2006 - First prize Animated Short Film or Video in Chicago Children´s Film Festival (USA)
- 2007 - Grand Prize for Best Feature Film in 4th CICDAF (China)
- 2007 - Kesckemèt City Award in KAFF (Hungary)
- 2007 - Special Jury Award in MONSTRA (Portugal)
- 2007 - Best Feature Film in Teheran International Animation Festival  (Iran)

### Astons stenar
- 2007 - Jury´s Diploma in the 14th KROK (Ukraine)
- 2007 - Honorable mention in Ottawa Int. Animation Festival (Canada)
- 2007 - The Silver Goat in Ale Kino (Poland)
- 2008 - Best Short Animated Film in Seattle Children´s Film Festival (USA)
- 2008 - Best Animation in Portello River Film Festival (Italy)
- 2008 - Best Film - Viktor Kubal Prize in Bratislava (Slovakia)
- 2009 - Best Animated Short in Durango Ind. Film Festival (USA)
- 2009 - Audience Award for Best short in Durango Ind. Film festival (USA)
- 2009 - Audience Award (age3-6) in NYICFF, New York (USA)

### Prick och Fläck snöar in
- 2010 - Golden Kite in Nueva Miranda (Argentina)

### Astons presenter
- 2013 - BAMmie for Best Early Childhood Film - Audience Award (age3-6) in BAMkids, Brooklyn (USA)
- 2013 - Audience Award for Best Short in Durango Ind. Film Festival (USA)